# Хурээмарал
Хурээмарал (монг. Хүрээмарал) — сомон аймака Баянхонгор в Южной Монголии, площадь которого составляет 4 328 км². Численность населения по данным 2006 года составила 2 064 человек.